# 斯諾弗 (密歇根州)
斯諾弗（英語：Snover Township）是位於美國密歇根州薩尼拉克縣穆爾鎮區的一個普查規定居民點。

## 人口
根據2020年美國人口普查的數據，斯諾弗的面積為8.85平方千米，當中陸地面積為8.85平方千米，而水域面積為0.00平方千米。當地共有人口330人，而人口密度為每平方千米37.29人。